# Nosotros los pobres
Nosotros los pobres é uma telenovela mexicana, produzida pela Televisa e exibida em 1973 pelo El Canal de las Estrellas.

## Elenco
- Alberto Vázquez
- Lupita Lara
- Norma Lazareno
- Narciso Busquets